# Duomo di Minden
Il duomo di Minden, in stile gotico, sorge a Minden, dove fungeva da cattedrale della diocesi di Minden, ed è consacrato ai santi san Gorgonio e Pietro.